# Sympetrum haritonovi
Sympetrum haritonovi е вид водно конче от семейство Libellulidae. Видът не е застрашен от изчезване.

## Разпространение
Разпространен е в Афганистан, Индия, Иран, Киргизстан, Пакистан, Таджикистан, Турция и Узбекистан.